# Mustapha (chanson)
Ne pas confondre avec la chanson Mustapha (« Chérie je t'aime, chérie je t'adore… »), chantée par Bob Azzam.
Pour les articles homonymes, voir Mustapha.
 (décembre 2022).
Si vous disposez d'ouvrages ou d'articles de référence ou si vous connaissez des sites web de qualité traitant du thème abordé ici, merci de compléter l'article en donnant les références utiles à sa vérifiabilité et en les liant à la section « Notes et références ».
Singles de Queen
Don't Stop Me Now
(1979) Jealousy
(1979)
Mustapha est une chanson de Freddie Mercury enregistrée par le groupe britannique Queen. Il s'agit de la première chanson de leur album Jazz (1978), sortie en single en 1979 dans quelques pays européens et en Bolivie. Elle n'a cependant pas été classée et n'a pas eu de succès.

## Autour de la chanson
Les paroles consistent en sons arabisés n'ayant pas de sens concret, hormis les mots « Mustapha », « Ibrahim » et les phrases « Allah, Allah, Allah we'll pray for you » (« Allah, Allah, Allah, nous allons prier pour vous »), « salaam aleikum » et « aleikum salaam ». Le reste, comme « ichna klibhra him » et « rabbla fihmtrashim » n'est assurément pas de l'arabe ; il pourrait s'agir de parsi, étant donné les origines de Freddie Mercury, mais rien n'est moins sûr. Pour la plupart, la chanson n'a en tout cas pas de véritable sens et n'avait pas pour but d'être prise au sérieux.

## En concert
Durant les concerts, Freddie Mercury chantait souvent l'introduction de Mustapha à la place de celle de Bohemian Rhapsody, plus complexe, allant de « Allah, Allah, Allah we'll pray for you » (« Allah, Allah, Allah, nous allons prier pour vous ») à « Mama, just killed a man » (« Maman, je viens de tuer un homme »). Certaines fois, le groupe chantait la chanson dans sa presque intégralité, avec Freddie Mercury au piano. Bien que la chanson n'ait pas eu de grand succès dans les pays dans lesquels elle est sortie en single, le public des concerts la réclamait souvent, comme on peut l'entendre sur l'album Live Killers.

## Crédits
- Freddie Mercury : chant principal, chœurs et piano
- Brian May : guitare électrique
- Roger Taylor : batterie et hawk bells
- John Deacon : guitare basse